# 2022年6—7月澳門2019冠狀病毒病聚集性疫情相關犯罪事件
2022年6－7月澳門嚴重特殊傳染性肺炎聚集性疫情相關犯罪事件是指2022年6月中旬起在澳門爆發的嚴重特殊傳染性肺炎聚集性疫情期間發生的相關犯罪事件，包括“相對靜止管理”和“鞏固期”內發生的相關犯罪事件及部分案件作出判決的情況。

## 長者拒出示健康碼被嚴厲警誡
6月22日上午8時58分，澳門治安警察局接報在“河邊新街/凱泉灣”巴士站，有一名男子乘坐巴士時拒絕向巴士司機出示有效的澳門健康碼，需要警員協助。警員到場對男子作出多次勸喻及警告後，其仍拒絕合作，故將該男子帶回警局跟進處理。經查核，上述男子的健康碼為綠碼，治安警人員已對該名約70歲的本澳居民作出嚴厲警誡。

## 醫觀酒店隔離人士違防疫規定
6月23日防疫記者會中，對於網上流傳兩段視頻顯示疑似於喜來登酒店有隔離人士在非指定時間打開房門，把啤酒送給在對面房間的隔離人士，旅遊局公共關係處處長藍同好表示，正向澳門喜來登大酒店了解情況，同時，警方已聯絡酒店保安翻查攝像記錄，當了解到相關資訊後便會通知旅遊局，約有進一步的消息會再公佈。
6月24日中午，治安警察局通報，對於網上流傳兩段影片視頻，有人於接受醫學觀察期間打開房門等情況。治安警表示，經調查證實當中兩名女子入住用作醫學觀察酒店用途的澳門喜來登大酒店客間，並承認在醫學觀察期間曾打開酒店房門，更於6月22日晚上，將啤酒拋向對面房間內的2名女性朋友。治安警稱，這四名年約35至36歲女子，其中三人持中國大陸往來港澳通行證、一人持香港居民身份證，均涉嫌違反傳染病防治法，案件將移交檢察院偵辦。治安警同時表示，一名男子在同一酒店接受醫學觀察期間，6月23日凌晨打開房門吸煙，並與對面房間的一名男性朋友交談及喝酒，兩人均有打開房門，兩名違規的男子年約29歲，均為澳門居民，亦涉嫌違反傳染病防治法，案件亦將移交檢察院偵辦。治安警提醒，於接受醫學觀察期間，必須嚴格遵守防疫措施。如違反傳染病防治法第14條「控制措施」，處最高6個月徒刑，或科最高60日罰金。目前，澳門喜來登大酒店是當局安排收容絕大部分密接、次密接及共同軌跡人士作醫觀隔離。
治安警察局公共關係處處長李德輝於6月24日防疫記者會上表示經過進一步調查，其中一個個案涉及兩名男子在喜來登醫觀期間違反上述法規，而拍攝該違法個案影片的兩名29及30歲男子，承認有開啟房門及先後往返兩間房間拿取物品，均涉嫌違反傳染病防治法。至此，該個案共有四名男子涉案，相關人士在完成醫觀後會將涉案人士送檢察院處理。旅遊局傳播及對外關係廳廳長劉鳳池在同日防疫記者會上表示，當局知悉事件，即時於衛生局及酒店溝通，要求酒店保安加強巡查，又要該事件為個別事件，當局要求每層負責的員工留意房間情況，如實即時匯報。希望入住人士嚴格執行醫觀酒店的入住規定。
6月30日，檢察院將其中四名違防疫的涉案男子已移送檢察院接受偵查措施。根據案情顯示，四名嫌犯涉嫌在某防疫隔離酒店接受醫學觀察期間，分別作出擅自打開酒店房門吸煙、與同一酒店其他房間的接受醫學觀察人士開門交談及傳遞物品，甚至進入其他接受醫學觀察人士的房間等行為。經進行初步偵查，包括觀看相關酒店提供的案發錄像記錄，有跡象顯示，四名嫌犯的相關行為涉嫌觸犯第2/2004號法律《傳染病防治法》第14條第1款第1項，結合同一法律第30條第2項規定及處罰的“違反防疫措施罪”，倘罪名成立，行為人可被判處最高六個月徒刑或科處最高六十日罰金。目前，涉案四名嫌犯已被依法採取強制措施，檢察院將繼續對案件進行後續偵查措施，並對其餘涉嫌違反防疫措施的人士依法作出追究跟進。
7月15日，治安警公共關係系處長李德輝公佈，關於早前有8名人士在酒店進行醫學觀察期間涉嫌違反《傳染病防治法》的案件，有關人士在完成醫學觀察後已被移交檢察院偵辦，當中4名外僱由於涉嫌違反本地法律，目前已進入廢止僱佣身份逗留許可的程序。

## 涉行李藏毒至醫觀酒店當場被捕
6月24日，司法警察局公佈於6月23日晚上拘捕一名32歲女性澳門居民，涉嫌將暗藏毒品的行李箱，運進路環一醫學觀察酒店內，企圖將毒品交予其丈夫「上電」，但被當場截獲，司警亦在涉案女子的另一坐駕發現黑市價值兩萬澳門元的大麻及四支大麻油。該名女子被控「不法販賣麻醉藥品及精神藥物」罪，移送檢察院偵辦。案情指，司警接獲可靠情報，指一名女子計劃將毒品暗藏於訪客行李物品內，藉此交給她正在進行醫學觀察的丈夫。司警於6月23日晚上發現上述涉案女子駕車接載兩名男女到達路環一醫學觀察酒店大門前，準備將暗藏毒品的行李箱運進酒店內，企圖將毒品交予其丈夫。司警隨即採取行動截獲該名女子，並在其行李箱內查獲懷疑毒品；另外，司警亦在涉案女子停泊於其住所停車場的另一輛車輛內搜出一個裝有疑似毒品及吸食工具的手提袋。經檢驗，證實裝有約重9.4克大麻及四支含有「四氫大麻酚」的大麻油，約值二萬澳門元，其他物品仍有待進一步檢驗。司警局依法對女嫌犯進行尿液檢測，結果顯示其對毒品呈陰性反應。根據調查所得，司警局於同日上午以「不法販賣麻醉藥品及精神藥物」罪將女嫌犯移送檢察院偵辦，並繼續對該案的毒品來源及有關涉案者進行追查。

## 謠傳立法議員和政府官員曾到訪上葡京婚宴
自本輪疫情發生後，由“艷麗大廈外僱群組”引發的“上葡京婚宴事件”繼續發酵，繼網上謠傳現任立法會議員梁安琪曾到訪過婚宴，其後被應變協調中心和政府相關部門澄清此事。網上社交平台再傳行政長官家屬曾於6月18日參加上葡京婚宴活動，並指涉及未有遵守入境檢疫措施等情況。應變協調中心經核對流行病學調查資料，確認行政長官及其家屬並沒有出席6月18日上葡京婚宴活動，而傳言中的家屬年齡僅幾個月至四歲內且不在英國或其他外國地方。有關網上傳言與事實嚴重不符，屬惡意造謠，已交由警方跟進調查。

## 侯檢人士“打尖”引發打鬥
7月8日，在新一輪全民核酸檢測計劃進行期間，上午11時許，位於筷子基信和醫療中心核檢站懷疑有候檢人士“打尖”，揮拳擊傷和推跌義工。治安警稱，涉事候檢人士聲稱與義工拉扯期間，肩部受傷，2人均追究對方刑事責任。治安警早上約 11時接報到場，經初步了解，20歲的核檢站男義工與 57歲候檢人士發生爭執，懷疑有人“打尖”，義工勸喻期間被人揮拳擊中面部，之後有人企圖離開現場，期間義工被推跌，手部受傷。治安警於同日下午公佈案件詳情，指筷子基信和醫療中心核檢站懷疑有候檢人士“打尖”，揮拳擊傷和推跌 20歲義工。治安警表示，涉事的 50多歲候檢男子涉嫌觸犯傷人罪，並譴責有關人士的不文明行為，強調定必嚴肅處理。治安警稱，涉案外籍男子持非永久性居民身份證，經了解因插隊引起現場人士不滿，核檢站工作人員勸喻重新排隊，期間有人揮拳襲擊核檢站義工站長，義工站長在阻止對方離開時被推跌地上。警方稱，涉事候檢男子亦聲稱與義工拉扯期間受傷，由於涉事雙方均表示追究，將作進一步調查，當局以《刑法典》第一百三十七條「普通傷害身體完整性」罪移交檢察院處理。

## “相對靜止管理”期間相關犯罪事件

### “靜止”期間對海關關員作侮辱被刑責
7月11日中午，海關接報指內港21號碼頭懷疑有人士未有根據防疫措施佩戴口罩，遂派員進行了解。關員到場後，發現有搬運工人在搬運貨物期間沒有戴好口罩，隨即作出勸喻，並得到相關人員的配合。期間，一名男性搬運工人持手提電話錄影關員的執法過程，並在錄影過程中配以粗俗言語侮辱關員，且有關片段其後更被發放到網上及流傳。經調查後，關員將涉嫌男子帶返海關總部作進一步調查，有關涉嫌男子為澳門居民，50歲，承認作出錄影及散播影片等行為，並以粗俗言語侮辱關員，且在未經關員同意下進行攝錄及將有關片段上傳到網絡，其行為涉嫌觸犯《刑法典》中「加重公開及詆毀」罪及「加重不法之錄製品及照片」罪，相關罪行一經定罪，分別可處最高三年徒刑及最高二年八個月徒刑。

### 首宗“靜止”期間因吸煙違反防疫措施被判罪成
7月13日，初級法院以簡易訴訟程序對一宗涉嫌違反防疫措施的案件作出了審理。案情指，警方於2022年7月12日約19時10分巡經澳門富運台附近，目睹一名本澳居民沒有佩戴口罩在街上吸煙，隨即上前截獲該名人士。經訊問，嫌犯承認其在外公位於澳門富運台地下之住所晚膳後，因欲吸煙，故從外公住所走到街上，並將其口罩脫下開始吸煙。嫌犯同時也承認於2022年7月10日透過電視新聞得悉，澳門政府已就防止新型冠狀病毒肺炎在澳門傳播而作出批示，批示內容由2022年7月11日00時00分至2022年7月18日00時00分，所有人員如非必要須留在住所，且成年人外出時必須佩戴KN95或以上標準之口罩。警方遂現場以該名澳門居民觸犯違反防疫措施罪將其拘捕。
初級法院收到經檢察院移送的卷宗後，當值法官認為案件符合《刑事訴訟法典》第362條規定的要件，因此，對案件以簡易訴訟程序進行審理。經審理後，嫌犯在庭上承認控罪，法官隨即作出判決，裁定嫌犯觸犯一項第2/2004號法律《傳染病防治法》第30條(四)項及第25條第1款(二)項結合第115/2022號行政長官批示第一款(三)項規定及處罰的違反防疫措施罪罪名成立，判處五個月徒刑，准予暫緩兩年執行，緩刑條件為一個月內向特區支付10,000澳門元捐獻。

### 對違反“靜止”措施人士作出起訴和檢控
7月13日，澳門特別行政區檢察院立案處理十六宗涉嫌違反防疫措施並已將其中三名嫌犯移送初級法院。檢察院稱，至本日7月13日，檢察院收到警方送來十六宗涉嫌違反上述防疫措施的案件，涉案十六人分別涉嫌外出時沒有佩戴口罩、佩戴不符合標準的口罩，或非必要性在公共地方作出閒坐、散步或跑步等行為。經初步調查後，相關人士涉嫌觸犯第2/2004號法律《傳染病防治法》第30條規定及處罰的「違反防疫措施罪」，倘罪名成立，行為人可被判處最高兩年徒刑或科處最高二百四十日罰金。又稱，初級法院以採用簡易訴訟程序即日審理，其中的兩案，兩名嫌犯因「違反防疫措施罪」罪名成立，惟檢察院並沒交代罪成的兩人何事被檢舉。首名嫌犯分別被判處五個月徒刑緩刑兩年，緩刑條件為一個月之內向特區支付一萬元；另一名嫌犯被判處四個月徒刑，緩刑一年。
7月14日，再有5人因違反“靜止”期間防疫措施被檢控。5名被告年齡介乎28-75歲，均為男性，其中4人因在街上吸煙，沒戴上口罩，被判違反防疫措施罪成，其中3人判罰3,600至6,000元；另1人否認控罪，被判監6個月，緩刑2年。其餘 1名被判違反防疫措施的被告因沒有佩戴口罩前往做全民核檢，被判罰款12,000元。
7月15日，再有1人因違反防疫措施被法院判罰。一名52歲男被告因在街上吸煙沒戴口罩，被判違反防疫措施罪成，判罰4,800元，若不繳付罰金或不以勞動代替，則須服40日徒刑。

### 體育局外判保安在“靜止”期間擅用已關閉設施
7月15日，兩名人士被拍到進入體育局轄下網球學校進行網球運動一事。7月16日凌晨，體育局發佈新聞稿，指高度關注事件並立即派員瞭解。經查問情況後，有保安人員承認其擅自使用網球學校設施，體育局將嚴肅跟進有關事件，並作報警處理。為配合特區政府疫情防控工作，體育局已於6月19日起暫停開放轄下所有體育設施，而有關保安人員行為，明顯已違反現時抗疫工作及相關規定。體育局嚴厲斥責相關保安人員的不當行為，並已報警處理及作出追究。
7月16日疫情記者會上，治安警公布關於有人進入了體育局轄下的網球學校進行網球運動事件，警方已進行跟進，經過調查後，發現事件涉及兩名保安人員，一男一女，年約30多歲，中國籍。上述人士在當值時間前，在網球學校擅自使用設施，有關行為涉嫌違反《傳染病防治法》以及115/2022行政長官批示，警方已作出刑事檢舉並將兩人送往檢察院偵辦；有關個案不屬現行犯個案。

### 澳大教授“相對靜止”期間舉行聚集性活動並對女學生作性騷擾
7月17日，網上流傳有澳門大學的教授懷疑於“相對靜止”狀態期間，在校內宿舍舉辦派對，並對女性學生作出性騷擾行為。澳大就相關事件回覆傳媒，對於所有涉及違法的行為均零容忍，絕不允許在校人員違反特區政府的防疫政策和指引，現對個別在校人員於“相對靜止”期間聚會一事向警方報案。澳大強調，在校人員必須堅守本分、嚴格遵守特區政府的防疫政策和指引。此外，疑涉及有在校人員作出不當行為，涉事人士已向警方報案，目前校方不便作任何評論。

### 女子沒有佩戴口罩對警員辱罵後被捕
7月18日下午，警員在盧九街發現一名年約五十歲的本澳女子沒有佩戴口罩，涉嫌違反《傳染病防治法》及第119/2022號行政長官批示的規定，構成《傳染病防治法》第三十條“違反防疫措施”罪第四項的犯罪，警方已對其作出刑事檢舉，案件移送檢察院偵辦。根據網上片段顯示，兩名警員當時勸籲一名沒有戴口罩的女子戴回口罩，但有人未有配合警員勸籲並不斷高聲叫囂，最後被警員帶上警車。該執法录影片段未觸犯《刑法典》。

### “靜止”期間擅闖黑沙海灘被檢控
7月20日， 一名58歲男性因為駕駛私家車在非緊急或必須外出的情況下，闖入黑沙海灘而被澳門海關人員截獲，因涉嫌違反《傳染病防治法》第30條第4項規定而被檢控。警察總局警務聯絡及公共關係處處長張健欣表示，該案件於7月22日經初級法院以簡易訴訟程序進行審理後，對嫌犯判處4個月徒刑，暫緩執行1年，緩刑條件為30日內向澳門特區支付3,000澳門元的捐獻。

## “鞏固期”內相關犯罪事件

### 偷車、無牌駕駛兼沒佩帶防疫口罩被檢控
7月23日疫情記者會上，治安警察局公共關係處處長李德輝公佈一宗違反《傳染病防治法》、無牌駕駛兼偷車的案件。
案情指，7月23日凌晨1時48分，警方在嘉樂庇總督大橋截獲一輛由澳門往氹仔方向行駛的重型電單車，經調查後發現，電單車駕駛者（澳門居民，男性，年約30多歲）無牌駕駛，該名男子承認在散步期間發現一輛重型電單車（電單車未有被拔取車匙）停泊在路邊，於是駛走電單車並到澳門多個地區 “兜風”。
該名男子在駕駛期間沒有佩戴口罩以及跨區出行，有關行為涉嫌違反第123/2022號行政長官批示與《傳染病防治法》規定，此外，該名男子的行為同時涉嫌觸犯《刑法典》中的“竊用車輛”罪，治安警察局將把案件移送檢察院偵辦。

### 偽造快速抗原檢測陽性個案被捕
2022年7月28日，司法警察局於7月27日接獲衛生局通報，指早前發現兩名越南籍男外僱先後被人上載自我抗原檢測陽性結果，懷疑有人利用他人身份資料，上載偽造的陽性檢測結果。司警局立即跟進調查，鎖定一名越南籍女子，並成功在澳門北區某大廈單位截獲該名女子及其越南籍丈夫，將兩人帶返司警局調查。涉案女子姓UONG， 22歲，報稱餐飲服務員；其丈夫姓TRAN，26歲，報稱清潔員。根據調查資料顯示，女嫌犯與上述兩名越南籍男外僱租住同一單位，由於女嫌犯不滿兩人經常發出噪音，影響其生活，故透過網上社交平台取得兩人的個人身份資料，並先後在衛生局的快速抗原檢測申報平台為兩人上載偽造的陽性檢測結果，以作報復。同時，司警局亦發現女嫌犯利用自己的快速抗原檢測陰性結果為其丈夫進行申報。
2022年7月30日，司法警察局再破獲多一宗涉冒名上載虛假快速抗原結果案，案情指，7月19日接獲一名男子舉報，指較早前發現其女兒曾被人上載自我抗原檢測陽性結果，經向衛生局查詢及跟進後，懷疑有人利用其女兒身份資料，於衛生局快速抗原檢測結果申報平台上載偽造的檢測結果。經調查後，司警局成功鎖定一名本澳男子，於澳門北區某大廈單位內截獲該名男子並帶返本局調查；涉案男子姓柯， 20歲，報稱無業。根據調查資料顯示，嫌犯與上述女被害人為朋友關係，因一時貪玩欲作弄被害人，從網上下載一張快速自我抗原檢測陽性結果的檢測棒圖片，並透過早前被害人借用嫌犯手機上載健康碼時所保存的個人資料，於衛生局的快速抗原檢測申報平台上，冒充被害人多次申報包括陽性和陰性的抗原結果。同時，司警局亦在調查過程中發現，嫌犯曾多次利用他人的抗原檢測棒陰性結果圖片為自己進行申報。

### 印度籍外僱性騷擾女途人兼沒佩戴口罩
7月31日防疫記者會上，治安警公佈一名20多歲的印度籍外地僱員外僱涉嫌在氹仔沙維斯街性騷擾女途人，被治安警拘捕，他涉嫌觸犯性騷擾罪，他在被捕時並沒有佩戴口罩，同時觸犯傳染病防治法和防疫措施，將被移送檢察院偵辦。事發在當天凌晨1時多，被害女子途經氹仔沙維斯街時，被人性騷擾，嫌疑人其後逃離現場。治安警察局公共關係處處長李德輝表示，警方接報後在附近截獲一名沒有戴口罩的嫌疑人，有人承認犯罪，供稱曾用手觸摸被害人的私人部位，逃跑期間亦脫去帽子和上衣拋棄於路邊。
8月1日，初級法院對一名印度籍外僱疑性騷擾，事後脫去帽子、上衣以及口罩案件進行審理。案情指，一名印度籍外僱於2022年7月31日凌晨接近2時行經氹仔一街道時被執勤警員發現其沒有佩戴口罩，隨即將其截查並以觸犯違反防疫措施罪為據以現行犯方式將其拘留。當值法官認為案件符合《刑事訴訟法典》第362條規定的要件，因此，對案件以簡易訴訟程序進行審理。並裁定嫌犯觸犯一項第2/2004號法律《傳染病防治法》第30條(四)項結合第25條第1款(二)項及第137/2022號行政長官批示第1款(四)項規定及處罰的違反防疫措施罪罪名成立。嫌犯判處15日罰金，日金額100澳門元，總數1,500澳門元，若不繳付罰金或不以勞動代替，則須服10日徒刑。

### 警接舉報揭慕拉士工廈無牌酒吧
7月31日防疫記者會上，治安警察局公共關係處處長李德輝通報，警方接報一間位於慕拉士大馬路工廈內懷疑有人無牌經營酒吧和卡拉 OK，設置飛鏢機、音響等。警方於當天凌晨派員展開調查，一共截獲44人，包括1名經營者、1名負責人、2名員工和40名顧客，年齡介乎16至43歲。其中該無牌酒吧經營者為香港居民，40名顧客中有2名為治安警警員，兩人分別在2014年和 2017年入職。警方重申警務人員應知法守法、警隊絕對不容忍有任何違法違規行為，治安警會嚴肅處理事件，除依法追究刑事責任，亦已對涉事警員開展紀律調查程序。李德輝其後補充，案件中沒有涉及毒品，負責人聲稱該酒吧間歇經營約半年。
8月1日，澳門特別行政區初級法院以簡易訴訟程序對該案進行審理，44人中有兩名未滿18歲的嫌犯，據《刑事訴訟法典》第362條的規定，年滿18歲的嫌犯方得以簡易訴訟程序被即捕即審，為此，檢察院將上述42名符合法定要件的嫌犯連同相關卷宗資料移送初級法院，以便以簡易訴訟程序進行審判。
案情指，警方接獲舉報指在慕拉士大馬路一工業大廈內疑有一所未獲當局發出准照的卡拉OK酒吧對外營業並接待多名客人。警方於是在2022年7月31日凌晨派員前往調查和作出部署，隨後伺機採取行動，當場在該卡拉OK酒吧內截獲44名人士，其中1名香港男子為經營者，1名男負責人及2名女員工則為本地人，另外還有顧客24男16女，年齡介乎於16歲至43歲，其中36名為本地人，其餘4名分別持香港身份證、马来西亚护照及外地僱員身份認別證等。隨即警方以觸犯違反防疫措施罪為據宣告上述44名人士為嫌犯並以現行犯方式進行拘留。
根據《刑事訴訟法典》第362條的規定，年滿18歲的嫌犯方得以簡易訴訟程序被即捕即審，為此，檢察院將上述42名符合法定要件的嫌犯連同相關卷宗資料移送初級法院，以便以簡易訴訟程序進行審判。當值法官認為案中針對該42名嫌犯均符合《刑事訴訟法典》第362條所定要件，遂立即以簡易訴訟程序進行審理。並裁定42名嫌犯各觸犯一項第2/2004號法律《傳染病防治法》第30條(四)項結合第25條第1款(一)項及第137/2022號行政長官批示第1款(四)項規定及處罰的違反防疫措施罪罪名成立。其中，7名嫌犯各被判處30日罰金，日金額100澳門元，總數3,000澳門元，若不繳付罰金或不以勞動代替，則須服20日徒刑；2名嫌犯(治安警員)各被判處60日罰金，日金額100澳門元，總數6,000澳門元，若不繳付罰金或不以勞動代替，則須服40日徒刑；其餘33名嫌犯各被判處45日罰金，日金額100澳門元，總數4,500澳門元，若不繳付罰金或不以勞動代替，則須服30日徒刑。

### 中年女偷電單車涉無牌駕駛兼沒佩戴口罩被捕
8月1日，網上流傳影片，關於一名女子沒戴口罩及頭盔駕駛電單車，由於駕駛過程十分「放飛自我」引起網民熱議。治安警揭發有人懷疑偷電單車並無牌駕駛，同時涉嫌違反防疫措施，案件已移交檢察院偵辦。治安警表示，經調查發現，涉事電單車車主已於8月1日下午約2時到警區報失。於同日傍晚約6時，警員在氹仔奧林匹克游泳館圓形地截獲有關人士，其當時沒有佩戴頭盔及口罩，且對警員詢問支吾以對。被捕女子姓李，年約50歲，持往來港澳通行證及沒有駕駛執照，因其涉嫌盜用他人車輛而觸犯《刑法典》第二百零二條「竊用車輛」罪，同時因沒有佩戴口罩而涉嫌違反《傳染病防治法》及行政長官批示的相關規定，構成《傳染病防治法》第三十條「違反防疫措施」第四項的犯罪，局方將案件移送檢察院偵辦。另外，由於該名女子涉嫌違反《道路交通法》規定，局方已對其沒有佩戴頭盔、無牌駕駛及作出影響其他道路使用者安全行為等作出相應的檢控。